# Pancho Pardi
Francesco Pardi, detto Pancho (Pisa, 25 aprile 1945), è un politico e attivista italiano.

## Biografia
Nato a Pisa nel giorno della Liberazione nel 1945, figlio dell'etologo Leo e nipote del medico ed ex sindaco della città toscana Francesco, visse a Torino dal 1951 al 1961, mentre nel 1962 si trasferì definitivamente a Firenze. Ha partecipato attivamente al movimento studentesco del '68 fiorentino e fino al 1972 all'attività politica di Potere Operaio. Laureato in filosofia, è stato ricercatore nella facoltà di architettura e poi professore associato di urbanistica fino al raggiungimento dell'età pensionabile.

### Attività scientifica e accademica
Negli anni Settanta e Ottanta si è ritirato dall'attività politica dedicandosi allo studio e alla vita universitaria. Il suo interesse scientifico prevalente si è rivolto prima ai processi di trasformazione territoriale; in una seconda fase ai temi di tipo ambientale e paesistico. Soprattutto su questi argomenti ha pubblicato numerosi articoli e saggi.
Questi si trovano ad esempio in Paesaggi dell'Appennino toscano, Paesaggi delle colline toscane, Paesaggi della costa toscana, a cura di Claudio Greppi, Marsilio Editori; Rappresentare i luoghi, a cura di Alberto Magnaghi, Alinea, Firenze 2001; "Le trasformazioni del paesaggio storico nelle colline toscane" in Storia del territorio, storia dell'ambiente, la Toscana contemporanea a cura di Simone Neri Serneri, Franco Angeli, Milano 2002; "Quadro geografico del Montalbano", contributo al CD per il convegno su "I paesaggi dell'identità toscana" a cura di Paolo Baldeschi, Passigli, 2002; "L'Amiata e il magmatismo toscano" in Archeologia industriale in Amiata, a cura di Massimo Preite, Gabriella Maciocco, Sauro Mambrini, Stelvio Mambrini, Alinea, Firenze 2002; ha scritto l'introduzione geografica a Toscana, guida rossa del Touring Club Italiano. A partire dal 2002, ha collaborato con i quotidiani l'Unità, il manifesto ed Il Tirreno, e con le riviste Micromega e Rinascita,, la rivista del Manifesto e Carta. Ha pubblicato La spina nel fianco. I movimenti e l'anomalia italiana (2004, edito da Garzanti).

### Attività politica
Nel gennaio del 2002 è stato tra i promotori, a Firenze, insieme a molti colleghi universitari, tra cui Paul Ginsborg e Ornella De Zordo, della prima manifestazione italiana per la libertà d'informazione e l'autonomia della giustizia. Nello stesso anno fu tra gli oratori dell'assemblea del Palavobis di Milano ed insieme a Paul Ginsborg partecipò all'incontro con Massimo D'Alema, al Palazzo dei Congressi di Firenze in cui fu duramente criticato l'atteggiamento cedevole del centro-sinistra verso il governo di centrodestra a partire dalla Bicamerale. Ma le risposte di D'Alema altrettanto dure, finirono per indebolire l'area politica che quelle tesi interpretative sosteneva. A breve Pardi, Ginsborg e la De Zordo presero strade differenti, e i girotondi si spensero nell'indifferenza generale.
Il 25 febbraio 2002 ammise in un'intervista rilasciata al Corriere della Sera "di aver tirato molotov", e di aver fatto un mese di carcere. È tra i fondatori dell'associazione politica Laboratorio per la Democrazia e negli anni successivi dell'associazione Libera Cittadinanza.
Candidato non eletto nel 2004 alle Europee nella lista Di Pietro-Occhetto, Pardi sostenne con Paolo Flores D'Arcais, Oliviero Beha e altri la confluenza della Lista civica nazionale nell'Unione di Romano Prodi in occasione delle politiche del 2006, alleanza bocciata dal professore bolognese, e poi fu capolista nella circoscrizione Toscana per l'Italia dei Valori di Antonio Di Pietro, alle elezioni politiche del 2008, e fu eletto senatore della XVI Legislatura.
È stato uno dei principali promotori della manifestazione nazionale contro le cosiddette Leggi canaglia, tenutasi l'8 luglio 2008 in Piazza Navona e denominata No Cav Day. All'interno dell'Idv, nell'unico congresso nazionale del partito celebrato a Roma nel febbraio 2010, cercò di introdurre "riforme" per limitare il nepotismo e il familismo, ma le sue proposte furono depotenziate e di fatto neutralizzate dal leader del partito Antonio Di Pietro. Se nell'Idv Pardi fu coscienza critica a Roma, fu invece legittimista e realista in Toscana, dove appoggiò sempre la forte maggioranza che faceva riferimento al deputato Fabio Evangelisti. Nel 2010 venne eletto consigliere regionale toscano, ma si dimise prima di entrare in carica per incompatibilità con il ruolo di parlamentare. Conclude il proprio mandato di senatore nel 2013.
Nel 2014 ha espresso posizioni vicine ai No Cav sottoscrivendo l'appello contro le cave in difesa del Pizzo d'Uccello (Alpi Apuane).
Nel 2016 Pancho Pardi si è schierato contro la riforma costituzionale proposta da Matteo Renzi e le sue idee sono confluite nel libro Che disgrazia l'ingegno! Democrazia, Costituzione, Riforme, edito da Maschietto Editore, dove spiega in maniera ironica le motivazioni del No al referendum del 4 dicembre 2016.